# Laura Vazquez
Laura Vazquez, née en 1986 à Perpignan (Pyrénées-Orientales), est une poète et romancière française. Elle vit à Marseille. En 2023, elle reçoit le prix Goncourt de la poésie pour l'ensemble de son œuvre. Elle est pensionnaire de la Villa Médicis pour l'année 2023.

## Biographie
Son premier ouvrage, La Main de la main, paraît en 2014 aux éditions Cheyne et reçoit le prix de la vocation en poésie,. 
Son premier roman, La Semaine perpétuelle, publié en 2021, est loué par une critique unanime,,,, et reçoit le prix de la Page 111 2021 et le prix Wepler, mention spéciale.
En 2023, elle publie son second roman, Le Livre du large et du long, et reçoit le prix Goncourt de la poésie pour l'ensemble de son œuvre.

## Œuvres

### Recueils de poèmes
- Le Livre du large et du long, Éditions du sous-sol (poche), préface de Yannick Haenel, 2025[13]
- Graine Lumière Cuire, éditions Sun/Sun avec le Musée Albert-Khan, coll. « Fléchette »,  2024
- Le Livre du large et du long, Éditions du sous-sol, 2023[14]
- Vous êtes de moins en moins réels, anthologie 2014-2021, éditions Points, 2022
- La Main de la main, Cheyne éditeur, 2014

### Romans
- Les forces, Éditions du sous-sol, 2025
- La Semaine perpétuelle, Points éditions, 2023
- La Semaine perpétuelle, Éditions du sous-sol, 2021[15]

### Théâtre
- Zéro, Éditions du sous-sol, 2024

### Préface
- Alejandra Pizarnik, Œuvres, Ypsilon éditeur, 2024

## Prix et distinctions
- 2014 : Prix de la vocation en poésie pour La Main de la main.
- 2021 : Prix de la Page 111 pour La Semaine perpétuelle[10].
- 2021 : Prix Wepler, mention spéciale, pour La Semaine perpétuelle[11].
- 2023 : Prix Goncourt de la poésie pour l'ensemble de son œuvre[12].

## Hommages
Médiathèque de Villeneuve-la-Rivière, renommée Médiathèque Laura Vazquez.
Médiathèque du Soler, renommée Médiathèque Laura Vazquez.

## Entretiens
- Bookmakers, avec Richard Gaitet sur Arte Radio[18]
- Les Midis de Culture avec Marie Labory sur France Culture[19]
- La 20e heure avec Eva Bester sur France Inter[20]
- Les Midis de Culture avec Marie Labory sur France Culture [21]
- Par les temps qui courent avec Marie Richeux sur France Culture [22]
- Bienvenue au club avec Olivia Gesberg sur France Culture [23]
- Le feuilleton littéraire de Camille Laurens dans Le Monde [24]
- La poésie à la vie à la mort de Marine Landrot dans Télérama [25]